# 卵巢浆液性囊腺瘤
卵巢浆液性囊腺瘤是卵巢浆液性肿瘤的一种良性类型。此种良性卵巢肿瘤多为单侧囊性，表面光滑，壁薄，囊内充满淡黄色清亮液体。
浆液性囊腺瘤除了可发生在卵巢外，尚可于胰腺、附睾等器官发现。卵巢浆液性囊腺瘤和胰腺浆液性囊腺瘤两者之间没有直接联系，一个病症并不能作为另一病症症状推测的依据。
诊断卵巢浆液性囊腺瘤需要进行活检等组织学检查。从肉眼上观察，肿瘤呈现出表面光滑、麦秆色的流质。显微镜下，肿瘤的囊壁内衬为输卵管样上皮（分泌细胞和纤毛细胞）或单层扁平至立方上皮，此单层上皮上有纤毛，纤毛呈柱状或平滑状。细胞没有异型性，无核分裂象。 

## 相关
- 卵巢癌
- 胰腺浆液性囊腺瘤（英语：ovarian serous cystadenoma）
- 浆液性囊腺瘤